# Avenida Bolivia (Lima)
La avenida Bolivia es una avenida de la ciudad de Lima, capital del Perú. Se extiende de este a oeste, en los distritos de Lima y Breña.

## Recorrido
Se inicia en el punto de confluencia del jirón de la Unión y el paseo de la República, siguiendo el trazo de la avenida Roosevelt.